# Die Vorsehung
Die Vorsehung (Originaltitel Solace) ist ein US-amerikanischer Thriller aus dem Jahr 2015 mit Anthony Hopkins in der Hauptrolle. Ein FBI-Agent bittet einen alten Freund, der die Gabe des Zweiten Gesichts besitzt, um Mithilfe bei der Aufklärung einer Mordserie. Regie führte Afonso Poyart. Am 31. Dezember 2015 kam der Film in die deutschen Kinos. Der Film wurde in Deutschland als DVD, Blu-ray und VoD veröffentlicht.

## Handlung
Joe Merriwether und Katherine Cowles vom FBI sehen sich einer Serie von Morden gegenüber, die sie nicht aufklären können. Alle Opfer sind durch einen Stich in den Hinterkopf getötet worden. Diese Methode wird im Film als schmerzfrei beschrieben. Gegen den Widerstand seiner Partnerin Katherine zieht Merriwether den Psychiater John Clancy hinzu, der über hellseherische Fähigkeiten verfügt und nach dem Tod seiner Tochter und der Trennung von seiner Frau zurückgezogen in einem leicht verwahrlosten Haus auf dem Land lebt.
Nachdem John zuerst die Mitarbeit an dem Fall abgelehnt hat, findet er sich am folgenden Tag doch beim FBI ein. Bald kann das Team erste Erkenntnisse feststellen: Es werden ihnen Gemeinsamkeiten der Opfer deutlich: Alle litten an tödlichen Krankheiten. Beim mit zwölf Jahren jüngsten Opfer zeigt sich das erst nach einer Autopsie, bei der die Pathologen nach einem Hinweis von John im Kleinhirn des Jungen einen beginnenden Tumor finden. Sekunden vorher wird John ein dringendes persönliches Fax gereicht, in dem, offenbar vom Mörder, die Untersuchung des Kleinhirns vorgeschlagen wird. Dadurch und durch ähnliche frühere Vorkommnisse wird den Ermittlern klar, dass es noch jemanden mit hellseherischen Fähigkeiten gibt, der aber John weit überlegen sein muss. Dadurch gelingt es ihm offenbar, das Team zu manipulieren, dass es tut, was er will. John erkennt, dass er ihm unterlegen ist und will seine Mitarbeit beenden. Katherine gelingt es allerdings, ihn umzustimmen.
Erneut werden die Beamten zu einem Tatort in ein fabrikähnliches Gebäude gerufen, in dem sie vor einer gespenstischen Wandmalerei eine grauenvoll zugerichtete Frauenleiche finden. Durch Johns Visionen geleitet folgen sie einer Spur zu einem Haus, in dem das Team auf einen jungen Mann stößt. Dieser behauptet, Künstler zu sein und mit der Tat nichts zu tun zu haben. In einem Moment der Entspannung aber zieht er eine Pistole und schießt Merriwether nieder, der ins Krankenhaus gebracht wird.
Katherine und John verfolgen den jungen Mann, der zunächst zu Fuß und dann in einem Taxi flieht. Johns hellseherische Fähigkeiten helfen bei der Verfolgungsjagd. Der Flüchtige wird in einen Verkehrsunfall verwickelt, bei dem sich auch Katherines und Johns Auto überschlägt. In einer weiteren kurzen Vision Johns in den Sekunden nach dem Unfall wird dieser vom Flüchtigen erschossen. John jedoch kann die Situation durch dieses Wissen so verändern, dass der Flüchtige von Katherine erschossen wird. Die Ermittler erkennen aber, dass der eigentlich gesuchte Serienmörder immer noch auf freiem Fuß ist und sie gezielt auf die Spur dieses psychopathischen Mörders gesetzt hat, damit dieser den – wie sich inzwischen herausgestellt hat – an Krebs im Endstadium leidenden Merriwether erschießt.
Einige Zeit später setzt sich der Serienmörder in einer Bar zu John an den Tisch und erläutert das Motiv für seine Taten. Die Opfer seien dem Tod geweiht und er erspare ihnen durch die Tötung die Qualen der tödlichen Krankheit. John jedoch reagiert nicht auf die Erklärungen, sondern hat eine weitere Vision. Darin muss er erkennen, dass der Versuch, den Serienmörder festzusetzen, mit dem Tod Unschuldiger enden und die Flucht des Mörders nicht zu verhindern sein werde. Mit diesem Wissen verändert John wiederum die Situation; statt ihn festzusetzen schlägt er seinem Gegenüber mit einem Aschenbecher ins Gesicht. Überrascht von der auch von ihm unvorhergesehenen Tat kann der Mörder im darauffolgenden Tumult fliehen. Nach der Flucht hat John eine weitere starke Vision. Dabei findet er auch den Namen des Gesuchten heraus: Charles Ambrose.
Kurze Zeit später will der Mörder einen weiteren, ebenfalls durch eine Krankheit todgeweihten Mann töten. In dessen Wohnung trifft er auf John, der nun die Absichten Ambroses vorhersehen kann. Denn seine Fähigkeiten sind durch die offenbarte Schwäche des Mörders denen seines Widersachers nun nicht mehr unterlegen. In der Wohnung des von Ambrose ausgewählten Opfers entwickelt sich ein Dialog zwischen den beiden Kontrahenten. Dabei versucht Ambrose, John davon zu überzeugen, dass seine präventive Euthanasie moralisch gerechtfertigt sei. John jedoch lässt sich nicht von dem Standpunkt abbringen, dass er nicht das Recht hat, den Menschen auch nur eine Sekunde ihrer Lebenszeit zu stehlen. Ohne den Mord tatsächlich zu begehen, verlässt Ambrose die Wohnung in dem Glauben, dass John früher oder später zu denselben Schlüssen kommen wird wie er.
Währenddessen haben Katherine und ein weiterer FBI-Mitarbeiter in Datenbanken gesucht und über Waffenbesitzeintragungen ebenfalls den Namen des Killers herausgefunden. An der angegebenen Adresse finden die Agenten allerdings nur eine leere Wohnung, in der eine Videobotschaft Ambroses an die Wand projiziert wird. Ambrose kündigt darin ein Treffen mit John und Katherine auf einem Bahnhof an.
Nachdem Ambrose freiwillig seinen Aufenthaltsort preisgegeben hat, besetzt das FBI die Bahnsteige des Bahnhofs, an dem sie Ambrose erwarten. Katherine fährt gegen den Rat des FBI auf schnellstem Wege mit ihrem Auto dorthin. Unterwegs zum besetzten Bahnhof, hat John in einem Zug Ambrose bereits gestellt. Dieser erzählt John, dass er ihn aufgrund seiner Fähigkeiten auserwählt hat, sein Werk fortzusetzen. Ambrose prophezeit, dass er durch Johns Hand sterben werde, wenn er Katherine retten wolle. Als der Zug kurz darauf zum Halten kommt, stürzen aufgeregte Menschen aus dem Zug, wodurch sich den FBI-Schützen kein freies Schussfeld bietet.
Nun wiederum hat John eine weitere Vision, in der aus den unbestimmten Bruchstücken vorheriger Visionen endlich ein klares Bild wird. Darin läuft Katherine ungeschützt auf die beiden zu, Ambrose erschießt Katherine mit einem Kopfschuss und wird durch das FBI erschossen. Mit dem Wissen aber um dieses mögliche Ende kommt John Ambrose zuvor, indem er ihn mit einem Schuss in die Brust tötet. Kurz bevor er aber von Johns Kugel getroffen wurde, hatte Ambrose selbst noch einen Schuss abgegeben, der John am Kopf verletzt, aber nicht tötet.
Katherine besucht den verletzten John im Krankenhaus. Er überreicht ihr einen Brief, den sie seiner Frau übergeben soll, von der er seit dem Tod der gemeinsamen Tochter getrennt ist. John und seine Frau Elizabeth treffen einander in einem Park wieder. Ein letzter Rückblick Johns offenbart ihm, dass er damals das qualvolle Dasein seiner an Leukämie erkrankten Tochter ebenfalls durch Euthanasie beendet hatte. Mit diesem letzten Puzzlestück zur Geschichte Johns endet der Film, während er mit Elizabeth Arm in Arm weggeht.

## Kritiken
Die Vorsehung erhielt ein schlechtes Presseecho, was sich auch in den Auswertungen US-amerikanischer Aggregatoren widerspiegelt. So erfasst Rotten Tomatoes überwiegend kritische Besprechungen und ordnet den Film dementsprechend als „Gammelig“ ein. Laut Metacritic fallen die Bewertungen im Mittel „Grundsätzlich Ablehnend“ aus.

„Jeder Filmfan kennt diese Worte des menschenverspeisenden Psychiaters Dr. Hannibal Lecter aus ‚Das Schweigen der Lämmer‘ und hat dazu gleich Anthony Hopkins‘ beängstigend-faszinierende Darstellung des monströsen Genies vor Augen […]. Eine solche Jahrhundertrolle kann einen Schauspieler allerdings nicht nur weltberühmt machen, sondern sich auch als künstlerischer Bumerang erweisen. Doch die Gefahr, dass Lecter seine Karriere allzu sehr bestimmt und er auf den Psychopathen-Part festgelegt wird, hat Hopkins offenbar nie geschreckt. Er schlüpfte zwei weitere Male in seine Paraderolle […] und spielt auch in anderen Filmen immer wieder gern und gekonnt mit den Manierismen und Spleens der Kultfigur. So wechselt der Brite in Afonso Poyarts Mystery-Thriller ‚Die Vorsehung‘ zwar auf die Seite des Guten, lässt aber als Psychiater mit übernatürlichen Talenten trotzdem etwas von der Aura Lecters spüren. Es ist vor allem Hopkins, aber auch seinen Schauspielkollegen Abbie Cornish, Jeffrey Dean Morgan und Colin Farrell zu verdanken, dass der Film, der Regisseur Poyart dann und wann aus der Hand zu gleiten droht, insgesamt immer noch annehmbare Unterhaltung bietet.“

„Mit Hopkins und Farrell treffen nämlich zwei Protagonisten mit derselben hellseherischen Gabe aufeinander. Entsprechend gipfelt der Showdown in einem diffusen Kampf der Magier, in dem nichts wirklich zwingend erscheint, weil man nicht genau weiß, wer wessen Zukunft voraussieht. Anything goes. Solide inszeniert, aber nicht wirklich originell.“

„Mit Die Vorsehung ist Regisseur Afonso Poyart (Two Rabbits) ein spannender Psychokrimi gelungen, der auf weite Strecken mit seiner packenden Story mitreißt. Lange Zeit tappt man als Zuschauer […] herum im Dunkeln und versucht, Teil um Teil aneinander zu reihen, um den Fall zu lösen. […] Wenn dann irgendwann die Auflösung folgt, fühlt man sich etwas überrumpelt und folgt anschließend nur noch der direkten Gegenüberstellung, wartet auf den Showdown. Dahingehend verliert 'Die Vorsehung' etwas an Raffinesse, aber insgesamt behält der Film weiter sein hohes Niveau. […] Mehrfach werden beim Gucken Erinnerungen an Sieben wach, doch ist Die Vorsehung weit davon entfernt, bloß abzukupfern.“

„Der spannende, visuell versierte Thriller spielt mit übernatürlichen Elementen, in denen Realität und Traum, Vergangenheit, Gegenwart und Zukunft verschmelzen. Dabei verliert er sich aber in seiner Konstruktion: Moralische Fragen oder eine psychische Grundierung treten zugunsten optischer Brillanz in den Hintergrund.“